# Müsavat
El Müsavat és un partit polític de l'Azerbaidjan. El nom significa "Igualtat", i va jugar un rol crucial a la República Democràtica de l'Azerbaidjan del 1918-1921.
El partit fou fundat a Bakú el 1911 fundat per Mehmet Emin Rasulzade (1884-1955), G. Sharifzadeh i A. Kiakimzade. La seva ideologia era de caràcter panislamista, panturànica i panàzeri, que edità la revista Istiklal (Independència), i que mantingué contactes amb el govern dels Joves Turcs i d'altres grups panturànics i tàtars, ja que, endemés de ser partidaris d'un Azerbaidjan independent i unit, no veien malament la unió amb Turquia sota protectorat. També criticaren els azeriyalar (defensors de l'àzeri escrit) i a Ferudin Bei Kotxarli, i proposaven la llengua turca unificada dels Joves Turcs. El 1914 els seus principals dirigents s'exiliaren cap a Turquia i des del 1915 pressionaren els turcs perquè recolzessin llurs reivindicacions. Posteriorment, el 1917 s'aliaren estratègicament amb el Daixnak armeni i amb els menxevics georgians quan es proclamà la Federació de Transcaucàsia, però el 1918 es va trencar i proclamaren la República Democràtica de l'Azerbaidjan.
Al final d'abril de 1920 els comunistes prengueren el poder i s'hi va establir una República Soviètica, que finalment el 1922 ingressà, com a part de la República Federal Soviètica de Transcaucàsia, a la Unió Soviètica.
Els líders del Müsavat van fugir a Turquia i durant molts anys el partit només va actuar a l'exterior. Rasulzade es va establir a Romania i durant els anys 1930 passà de l'occidentalisme panturànic a les simpaties pel nacionalisme alemany. Mercès als oficis del baixkir Ahmed Zeki Velidi Togan exiliats àzeris i dirigents nazis s'entrevistaren a Tabriz el 1940. Així, quan el Tercer Reich envaí l'URSS el 1941, alguns exiliats formaren part de l'Azerische Sondergruppe, dirigit pel coronel Abdurahman Fatalibeyli-Dudanginski. Aquest darrer va dirigir els principals resistents de Müsavat i altres grups a l'exili fins que fou assassinat el 1954.
A la fi dels anys vuitanta del segle xx el Müsavat es va integrar al Partit Front Popular de l'Azerbaidjan. El 1992 fou reconegut com a partit polític i registrat l'any següent, amb una ideologia panturca, panislamista i nacionalista, si bé amb tendència a una major secularització en els següents anys. Fora del Front Popular, és actualment un partit d'oposició (2004) que porta el nom de Yeni Müsavat Partiyasi (Nou Partit de la Igualtat).

## Bandera

Bandera de Müsavat de 1917

La bandera del Müsavat, que era la bandera de l'Azerbaidjan blava, vermella i verda amb mitja lluna i estrella blanques, fou la utilitzada. Com que no estava regulada n'existien diversos models.